# 켄 커처벌
케네스 "켄" 커처벌(영어: Kenneth "Ken" Kercheval, 1935년 7월 15일 ~ 2019년 4월 21일)은 미국의 배우이다.

## 출연 작품
- 디스 프라미스 아이 메이드 (2014)
- 라스트 더 맥스 (2010)
- 크로싱 조단 시즌1 (2001)
- 동물 농장 특공대 (1998)
- 닥터슬론 (1993)
- 사랑의 무기 (1991)
- 내 사랑 지니 2 (1991)
- 캘리포니아 카사노바 (1991)
- 코포레이트 어페어 (1990)
- 호텔 - 시리즈 (1983)
- 달라스 (1978)
- 데블 독: 지옥의 사냥개 (1978)
- 사랑의 유람선 (1977)
- 네트워크 (1976)
- 코작 (1973)
- 세븐업 수사대 (1973)
- 커버 미 베이브 (1970)
- 프리티 포이즌 (1968)